# Marion Oberhofer
Marion Oberhofer, född 14 december 2000, är en italiensk rodelåkare.

## Karriär
Vid VM 2024 i Altenberg tog Oberhofer guld tillsammans med Andrea Vötter i dubbelsprint.